# Krąg (film 2000)
Krąg (pers. دایره / Dayereh) – irańsko-włosko-szwajcarski dramat filmowy z 2000 roku w reżyserii Dżafara Panahiego. Film poświęcony jest niełatwej sytuacji kobiet we współczesnym Iranie, gdzie ich życie poddawane jest różnorakim restrykcjom. 
Swoją światową premierę obraz miał w sekcji konkursowej na 57. MFF w Wenecji, gdzie zdobył główną nagrodę Złotego Lwa jako pierwszy w historii tej imprezy film irański.

## Fabuła
Historia czterech irańskich kobiet, z których trzy właśnie wyszły z więzienia, a czwarta urodziła córeczkę - ku zniesmaczeniu swoich zawiedzionych teściów liczących na wnuka. Więzienie jest w filmie zestawione z oddziałem położniczym, który jest równie opresyjny wobec kobiet. Pod względem konstrukcyjnym obraz inspirowany był Rondem (1950) Marcela Ophülsa. Fabuła przeskakuje z jednej bohaterki na kolejną, zataczając ostatecznie tytułowy krąg.

## Obsada
- Nargess Mamizadeh – Nargess
- Maryiam Parvin Almani – Arezou
- Mojgan Faramarzi – prostytutka
- Elham Saboktakin – pielęgniarka
- Monir Arab – bileterka
- Solmaz Panahi – Solmaz
- Fereshteh Sadre Orafaee – Pari
- Fatemeh Naghavi – matka
- Abbas Alizadeh – ojciec Pari
- Negar Ghadyani
- Liam Kimber – Sahij
- Ataollah Moghadas – Haji
- Khadijeh Moradi
- Maryam Shayegan – Parveneh
- Maedeh Tahmasebi – Maedeh[5]

## Produkcja
Zdjęcia kręcono w Teheranie.